# Sonia Sotomayorová
Sonia Sotomayorová (* 25. června 1954 Bronx, New York) je soudkyně Nejvyššího soudu Spojených států amerických. Je první Hispánkou, která kdy zastávala tuto funkci. Do úřadu byla nominována dne 26. května 2009 44. prezidentem USA Barackem Obamou. 6. srpna 2009 byla potvrzena Senátem USA. Dva dny poté složila předepsanou přísahu do rukou předsedy Nejvyššího soudu Johna G. Robertse.

## Život a působení
Rodiče Sonii Sotomayorové pocházeli z Portorika, tzv. nezačleněného území USA. Celina a Juan Sotomayorovi se vzali během druhé světové války. Matka Celina Sotomayorová byla členkou sboru amerických žen na podporu válečného úsilí, později pracovala jako telefonistka a jako zdravotní sestra. Sonia Sotomayorová se narodila a vyrostla v Bronxu, městské části New Yorku. V sedmi letech jí byl diagnostikován diabetes.
Sonia Sotomayorová byla šest let členkou organizace National Council of La Raza.

## Přísaha viceprezidenta (viceprezidentky)
- 20. ledna 2013 Joe Biden, soukromě
- 21. ledna 2013 Joe Biden, veřejně
- 20. ledna 2021 Kamala Harrisová